# The Warning (film 1915 Cooley)
The Warning è un cortometraggio muto del 1915 diretto da Frank Cooley. Di genere western, prodotto dalla American Film Manufacturing Company, il film aveva come interpreti Forrest Taylor, Helene Rosson, Charles Newton.

## Trama
In Arizona, John Graham e sua figlia Bessie comperano una grande proprietà agricola, ma gli allevatori del posto non gradiscono l'arrivo nella zona di proprietari terrieri e mandano al nuovo venuto una lettera di minaccia dove gli intimano di lasciare il paese. Stesso messaggio arriva anche ai Merrill, un'altra famiglia, il cui figlio Fred è l'innamorato di Bessie.

Burnham, il re del bestiame, ambisce alla mano di Bessie e le assicura che se lei lo sposerà, suo padre non avrà più nulla da temere. Lei, però, respinge comunque lo sgradevole pretendente che non perde tempo per vendicarsi. Il ranch dei Burnham viene attaccato e razziato e Graham, non reggendo al colpo, muore.

Anche il ranch dei Merrill subisce la stessa sorte, ma Fred uccide uno dei banditi. Corre poi da Bessie, per sincerarsi che la ragazza stia bene. La trova tra le braccia di Burnham, che cerca di avere ragione di lei. Fred, minacciandolo con la pistola, lo manda via.

Travestita, Bessie si infiltra tra gli allevatori, venendo a scoprire che progettano un altro attacco al ranch dei Merrill. Burnham, che l'ha riconosciuta, incarica tre scagnozzi messicani di rapirla e di portarla oltre confine, in una capanna. Fred, venendo a sapere del rapimento, convince gli allevatori ad aiutarlo a salvarla. Il gruppo piomba sulla capanna dove però si trova solo Burnham che finge abilmente innocenza. Viene però smascherato da un urlo di Bessie, tenuta prigioniera nella stanza accanto. Mentre Fred salva la ragazza, Burnham viene affidato alle cure dei suoi vecchi "amici".

## Produzione
Il film fu prodotto dalla American Film Manufacturing Company.

## Distribuzione
Distribuito dalla Mutual, il film - un cortometraggio in due bobine - uscì nelle sale statunitensi il 19 novembre 1915.